# Le Progrès du Nord
Le Progrès du Nord, fondé en 1866 et disparu en 1965, est un journal français publié à Lille.

## Histoire
D'abord hebdomadaire, Le Progrès du Nord paraît pour la première fois le 12 juillet 1866. Son fondateur et premier rédacteur en chef est le conseiller municipal républicain lillois Gustave Masure, qui s'est fait connaître en tant que collaborateur de L’Écho du Nord d'Alexandre Leleux. Outre Masure, les rédacteurs principaux sont Géry Legrand et Gaston Bergeret.
Le 4 février 1867, un arrêté ministériel autorise le Progrès à devenir quotidien. Le premier numéro de cette nouvelle version paraît le 3 mars 1867.
Le Progrès s'affirme bientôt comme une feuille d'opposition au Second Empire, ce qui lui attire plusieurs procès. Un article d'Eugène Vermersch, publié dans le Progrès du 14 janvier 1868, vaut ainsi à Masure, responsable en tant que gérant, une condamnation à huit jours de prison et 500 francs d'amende. Il est à nouveau condamné quelques mois plus tard, à deux mois de prison et 500 francs d'amende, pour avoir diffamé le marquis d'Havrincourt, chambellan de Napoléon III. En novembre, après avoir publié des articles favorables à la souscription pour le monument en hommage au représentant Baudin (tué en résistant au Coup d'État du 2 décembre 1851), il écope d'une autre condamnation, à un mois de prison et 500 francs d'amende (peine réduite en appel à une amende de 1000 francs sans emprisonnement), pour « manœuvres à l'intérieur dans le but de troubler la paix publique et d'exciter à la haine et au mépris du gouvernement ». Au cours de ces deux derniers procès, Masure et son journal ont été défendus par Me Léon Gambetta. Le 7 juillet 1869, Masure est condamné pour « excitation à la haine et au mépris du gouvernement ». Sa peine est de 2 mois de prison (réduits en appel à un mois) et 200 francs d'amende.
Au début de la Troisième République, le journal poursuit sa lutte contre le monarchisme. Le 25 février 1872, le Progrès dénonce un pèlerinage des légitimistes lillois à Anvers, où se trouve le comte de Chambord, et clôt son article par une formule qui sera interprétée comme une provocation à l'émeute : « Républicains, veillez, à leur rentrée parmi nous, sur ces nouveaux émigrés ». Des violences et des actes de vandalisme ayant effectivement été commis au retour des légitimistes, Masure est condamné à verser 1000 francs de dommages-intérêts aux trois organisateurs du voyage dont les maisons ont été ciblées, mais il est acquitté de la charge de trouble à la paix publique.
Lors des élections législatives de 1885, le Progrès soutient la liste opportuniste conduite par Pierre Legrand.
En 1889, une partie des actionnaires du Progrès et son rédacteur en chef, A.-G. Claude, partent fonder un journal plus marqué à gauche, Le Réveil du Nord.

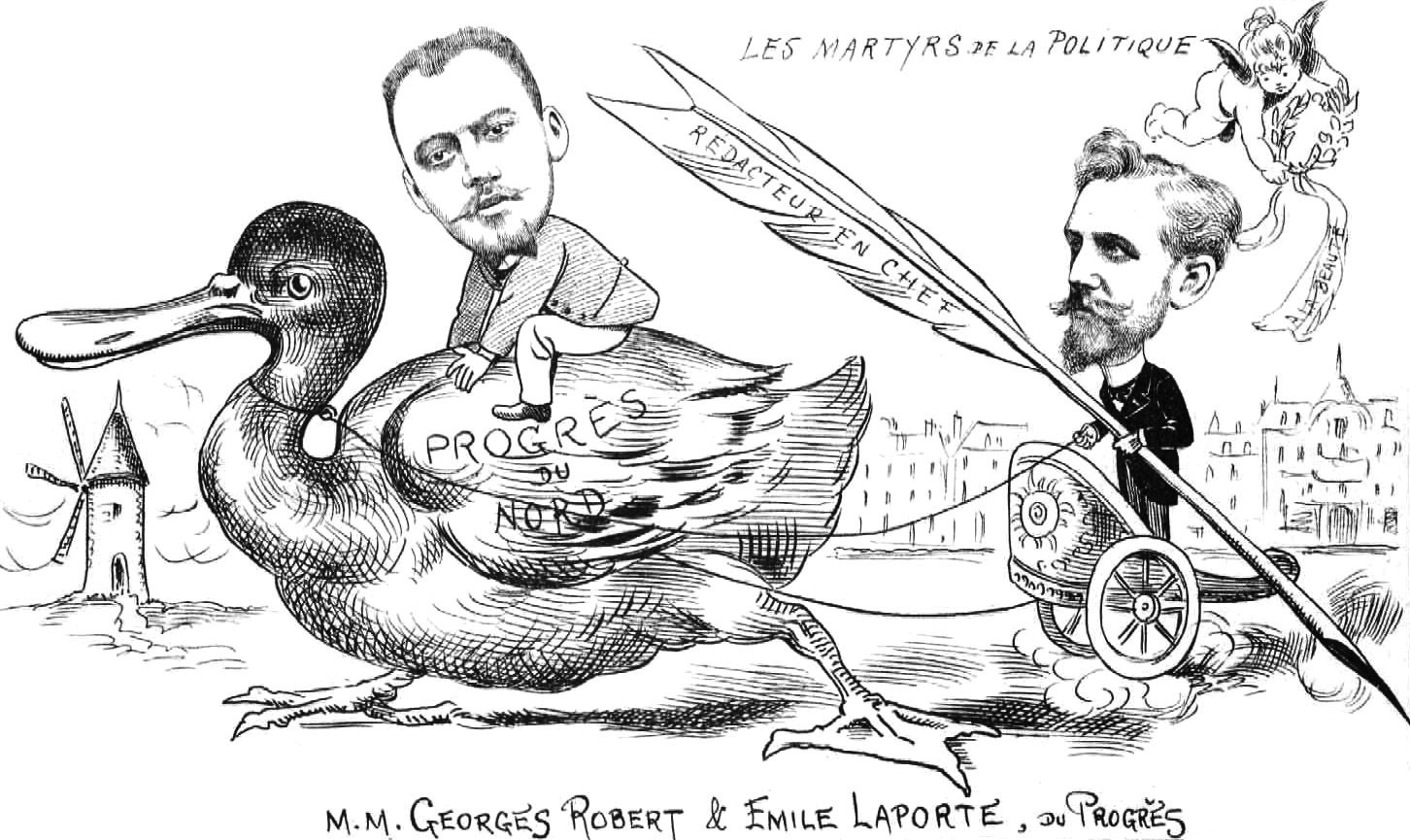
Caricature d'Émile Laporte et de Georges Robert, rédacteur en chef du Progrès du Nord, par Tristan de Pyègne (1902).

En 1905, le journal est rebaptisé Le Progrès du Nord et du Pas-de-Calais.
Interrompue une première fois pendant la Première Guerre mondiale, la publication quotidienne prend fin le 31 décembre 1931, peu de temps après la mort de l'industriel roubaisien et ancien ministre Louis Loucheur, qui avait été le propriétaire du journal. À nouveau hebdomadaire entre 1933 et 1965, Le Progrès du Nord de la France disparaît peu de temps avant son centième anniversaire.

## Collaborateurs notables
- Paul Assoignion (d)
- Gaston Bergeret
- Théophile Bergès (rédacteur en chef, 1882-1886)
- Claude Cazes (rédacteur en chef, 1886-1889)
- Ferdinand Genissieu (d) (rédacteur en chef, vers 1878-1880)
- Adrien Grégoire (rédacteur en chef, vers 1880-1882)
- Jean-Nicolas Gung'l (d) (rédacteur en chef, 1882)
- Géry Legrand
- Gustave Masure
- Georges Robert (d) (rédacteur en chef, vers 1891-1913)